# تارجادیا
تارجادیا (نام علمی:  Tarjadia) ، نام یک سرده از رده خزندگان است.